# Babax lanceolatus
El babax chino (Babax lanceolatus) es una especie de ave Passeriforme del género babax y de la familia Leiothrichidae propia de China y Birmania. Su hábitat natural son los bosques subtropicales y templados.